# Октябрьский диплом
Октябрьский диплом (нем. Oktoberdiplom) — австрийский конституционный закон от 20 октября 1860 года.
Неоабсолютистская монархия была введена в Австрийской империи так называемым Новогодним патентом (Silvesterpatent) в 1851 году, заморозившим действие в Австрии конституции. Октябрьский диплом был выпущен императором Францем Иосифом I в виде манифеста. Он содержал основные направления новой конституции для государства в форме конституционной монархии.
Октябрьский диплом подразумевал создание Имперского совета (Reichsrat), состоящего из 100 членов, исполнявшего совещательные функции в вопросах хозяйственных и финансовых. Законодательной властью совет практически не обладал. Военная и внешняя политика оставалась исключительно во власти императора.
Октябрьский диплом был своего рода компромиссом между объединительными стремлениями немецкого населения Австрийской империи и федералистскими настроениями остальных народов. Местные парламенты (ландтаги) имели право сохранить имеющуюся уже автономию от Имперского совета. Такой компромисс не устраивал как немцев, так и венгров Империи. Всеобщее неудовлетворение привело к замене Октябрьского диплома 4 месяцами спустя на Февральский патент (от 26 февраля 1861 года). Тем не менее, историки утверждают, что Октябрьский диплом положил начало «конституционному» периоду империи.